# Аренда техники
Аренда техники и спецтехники — одна из наиболее выгодных форм использования техники для нужд сельского хозяйства, лёгкой и тяжёлой промышленности, городского строительства и хозяйства, а также предпринимательства, которая предусматривает целевое или сезонное использование техники хозяйствующими субъектами без её покупки. Тем не менее, по истечении срока эксплуатации техники она может быть выкуплена первичным кооперативом. Контролируют использование переданной в аренду техники и оборудования, а также их техническое состояние соответствующие подразделения предприятия-арендодателя.

## Значение для экономики страны и развития народного хозяйства
Долгосрочная (3 года — 5 лет) аренда техники позволяет сельскохозяйственным товаропроизводителям постепенно выкупать её по первоначальной стоимости. Такая поддержка государством и растущая рациональная отдача каждого рубля способствуют стабилизации и дальнейшему развитию рынка сельскохозяйственной и машиностроительной продукции. При этом для арендаторов установлены невысокая арендная плата за использование техники (3 % её остаточной стоимости), дифференцированная оплата первоначальных взносов и другие преимущества.

## В России и за рубежом
Как отмечает А. Курносов, для многих типов оборудования в практике капиталистических компаний разработаны специальные виды аренды, часто сочетающие элементы финансового и оперативного лизинга. Особенно широко они применяются при сдаче в аренду автотранспортных средств, сельскохозяйственной и дорожно-строительной техники, тракторов. Характерно, что арендодатели, которыми в этом случае чаще всего являются финансовые учреждения, проводят лизинговые операции через дилеров, знающих специфику рынка и способных предоставлять технические услуги.
Согласно кандидату экономических наук, руководителю профильной группы ВНИНЭиН АПК А. Борисенко, в западных странах такая форма использования техники — один из эффективных путей сокращения высоких издержек на её содержание и покупку. Аренда спецтехники является равнозначной альтернативой прокату техники или выполнению комплекса механизированных работ на договорной основе (подряд). В России аренда техники фермерами у сельскохозяйственных предприятий практикуется, однако широко организованной формы этого вида услуг для групп. коллективов фермеров пока нет.